# Hector Chotteau
Hector Chotteau (* 24. Mai 1898 in Laken; † 1. Dezember 1985 in Brüssel) war ein belgischer Eishockeytorwart.

## Karriere
Hector Chotteau nahm für die belgische Nationalmannschaft an den Olympischen Winterspielen 1928 in St. Moritz teil. Mit seinem Team belegte er den achten von elf Rängen. Er selbst kam im Turnierverlauf zu drei Einsätzen. Auf Vereinsebene spielte er für CPA Antwerpen.